# George Buckup

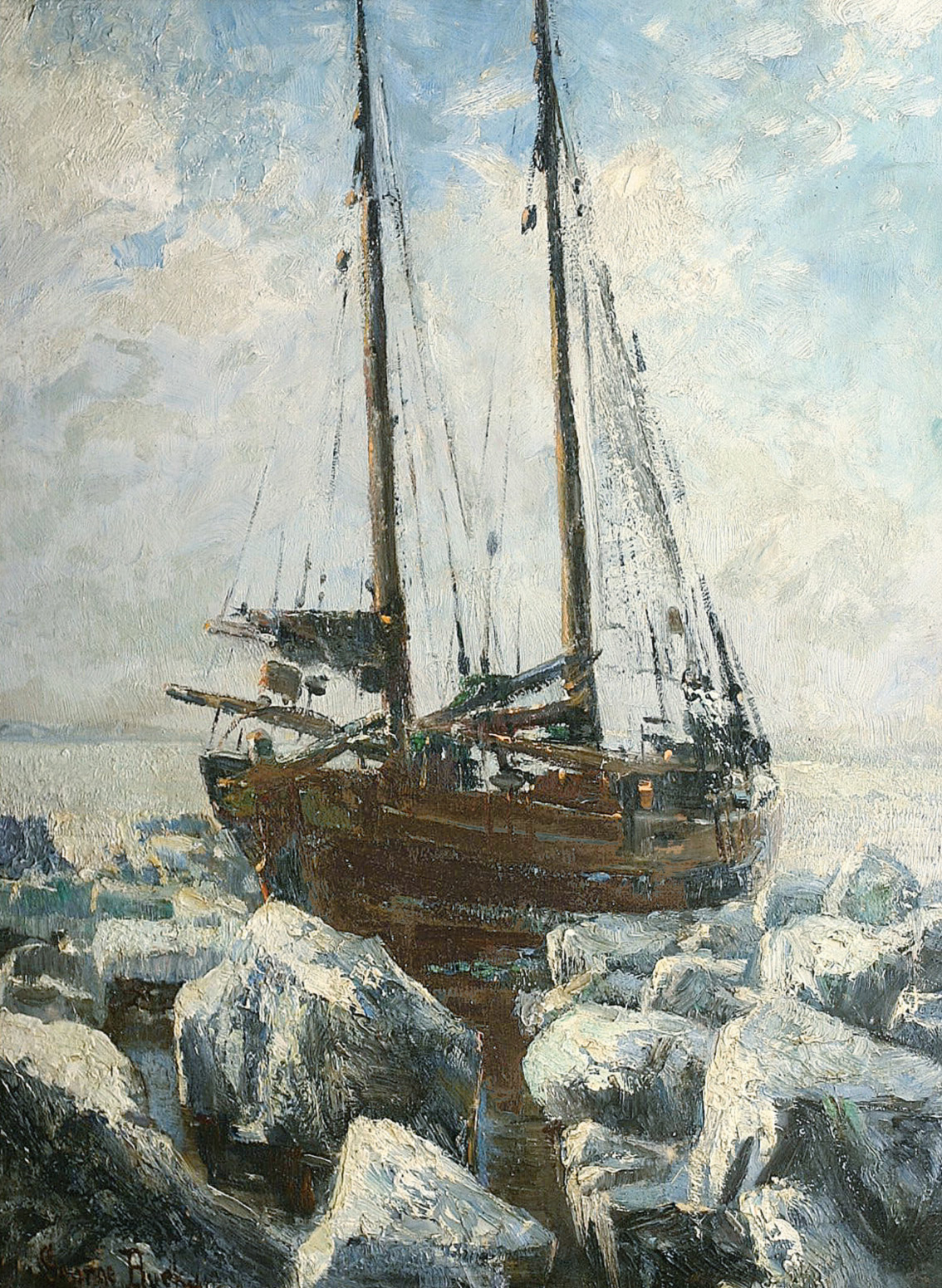
Fischerboot im Eis bei Blankenese

George Buckup (* 1864 in Altona; † 11. November 1921 in Hamburg) war ein Hamburger Landschafts-, Marine-, Interieur- und Genremaler.
Buckup studierte an der Berliner Kunstakademie und an der Académie Julian in Paris und setzte sein Studium in den Meisterateliers von Heinrich Vogel und Anton von Werner fort. Er betrieb seit 1900 in Hamburg ein Schüler-Atelier. Buckup war Gründungsmitglied des Altonaer Künstlervereins sowie Mitglied des Hamburger Künstlervereins von 1832.
Seine Werke befinden sich u. a. in den Sammlungen des Altonaer Museums in Hamburg.